# San Jorge de los Tantalios
San Jorge de los Tantalios ist eine Streusiedlung im Departamento Santa Cruz im südamerikanischen Andenstaat Bolivien.

## Lage
San Jorge de los Tantalios ist die viertgrößte Siedlung des Cantón San Ignacio im Municipio San Ignacio de Velasco in der Provinz José Miguel de Velasco. Das Zentrum der Gemeinde liegt auf einer Höhe von 406 m in einer streckenweise noch unberührten Hügellandschaft der bolivianischen Chiquitanía.

## Geographie
San Jorge liegt im bolivianischen Tiefland zwischen Santa Cruz und der brasilianischen Grenze. Das Klima der Region ist ein semi-humides Klima der warmen Tropen.
Die monatlichen Durchschnittstemperaturen schwanken im Jahresverlauf nur geringfügig zwischen 20,9 °C im Juni und 26,6 °C im Oktober, wobei sie zwischen September und März fast konstant oberhalb von 25 °C liegen (siehe Klimadiagramm San Ignacio de Velasco). Das Temperatur-Jahresmittel beträgt 24,5 °C. Die jährliche Niederschlagsmenge liegt im langjährigen Mittel bei 1200 mm. Drei Viertel des Niederschlags fallen in der Regenzeit von November bis März, während in der Trockenzeit in den ariden Monaten Juni bis August weniger als 30 mm pro Monat fallen.

## Verkehrsnetz
San Jorge liegt in nordöstlicher Richtung 454 Straßenkilometer von Santa Cruz, der Hauptstadt des Departamentos, entfernt.
Von Santa Cruz aus führt die asphaltierte Nationalstraße Ruta 4 über 57 Kilometer in nördlicher Richtung über Warnes nach Montero. Hier trifft sie auf die Ruta 10, die über eine Strecke von 279 Kilometern nach Osten führt und die Ortschaften San Ramón, San Javier und Santa Rosa de Roca als Asphaltstraße durchquert. Auf den restlichen 60 Kilometern bis zur Provinzhauptstadt San Ignacio de Velasco ist die Straße unbefestigt, ebenso auf ihrem 310 Kilometer langen weiteren Weg nach Osten entlang der brasilianischen Grenze über San Vicente de la Frontera nach San Matías und weiter in die brasilianische Stadt Cáceres.
Von San Ignacio aus nach Südosten führt eine unbefestigte Landstraße, die nach 45 Kilometern Santa Ana de Velasco erreicht und von dort weiter in südlicher Richtung in das 23 Kilometer entfernte San Rafael führt. Von Santa Ana aus erreicht man San Jorge auf einer unbefestigten Piste, die neun Kilometer in nordöstlicher Richtung führt.

## Bevölkerung
Die Einwohnerzahl der Ortschaft betrug 734 Einwohner bei der letzten Volkszählung von 2012. Detaildaten von 1992 sind derzeit nicht abrufbar und in den Census-Unterlagen von 2001 ist keine Siedlung mit diesem Namen verzeichnet:
| Jahr | Einwohner         | Quelle       |
| ---- | ----------------- | ------------ |
| 1992 | keine Detaildaten | Volkszählung |
| 2001 | keine Detaildaten | Volkszählung |
| 2012 | 734               | Volkszählung |
| 2024 |                   | Volkszählung |